# Georg Mauritz af Vasaborg

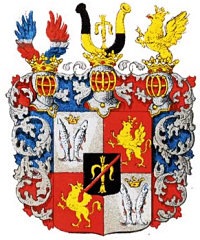
Vapen för ätten af Wasaborg, där vasen bär en bastardsträng

Georg Mauritz, greve af Vasaborg, född 1678, dog ogift och utan tjänst den 14 januari 1754 och slöt därmed såväl Vasaätten som den grevliga ätten af Wasaborg på svärdssidan. Han var son till Gustaf Adolf af Wasaborg (sonson till Gustav II Adolf) och Angelica Catharina von Leiningen-Westerburg.